# Kabinet-Merkel IV
Het kabinet–Merkel IV was het Duitse kabinet vanaf 14 maart 2018 tot 8 december 2021. Het kabinet werd gevormd door de politieke partijen Christlich Demokratische Union Deutschlands (CDU)-Christlich-Soziale Union (CSU) en de Sozialdemokratische Partei Deutschlands (SPD) na de verkiezingen van 2017. Angela Merkel, de voormalig partijleider van de CDU, diende een vierde termijn als bondskanselier en Olaf Scholz van SPD diende als vicekanselier.

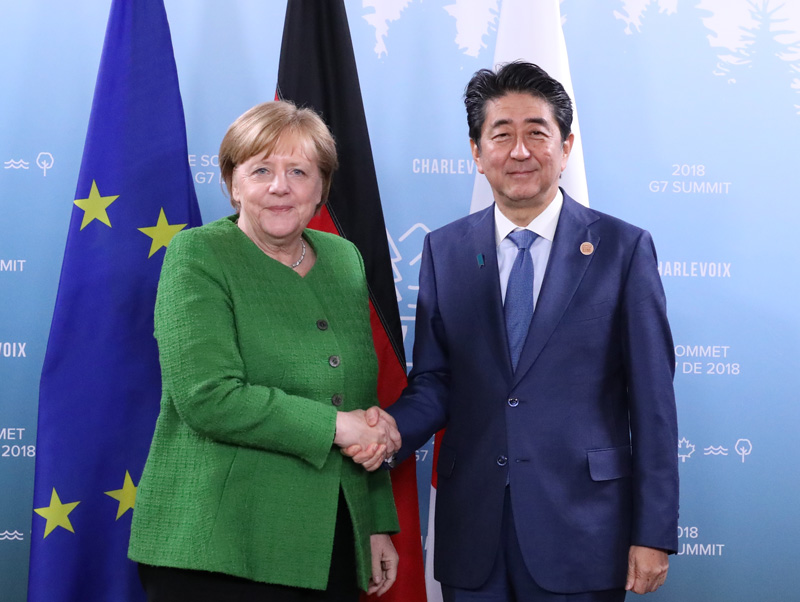
Bondskanselier Angela Merkel en premier van Japan Shinzo Abe tijdens een bijeenkomst van de G7 in Quebec op 8 juni 2018.

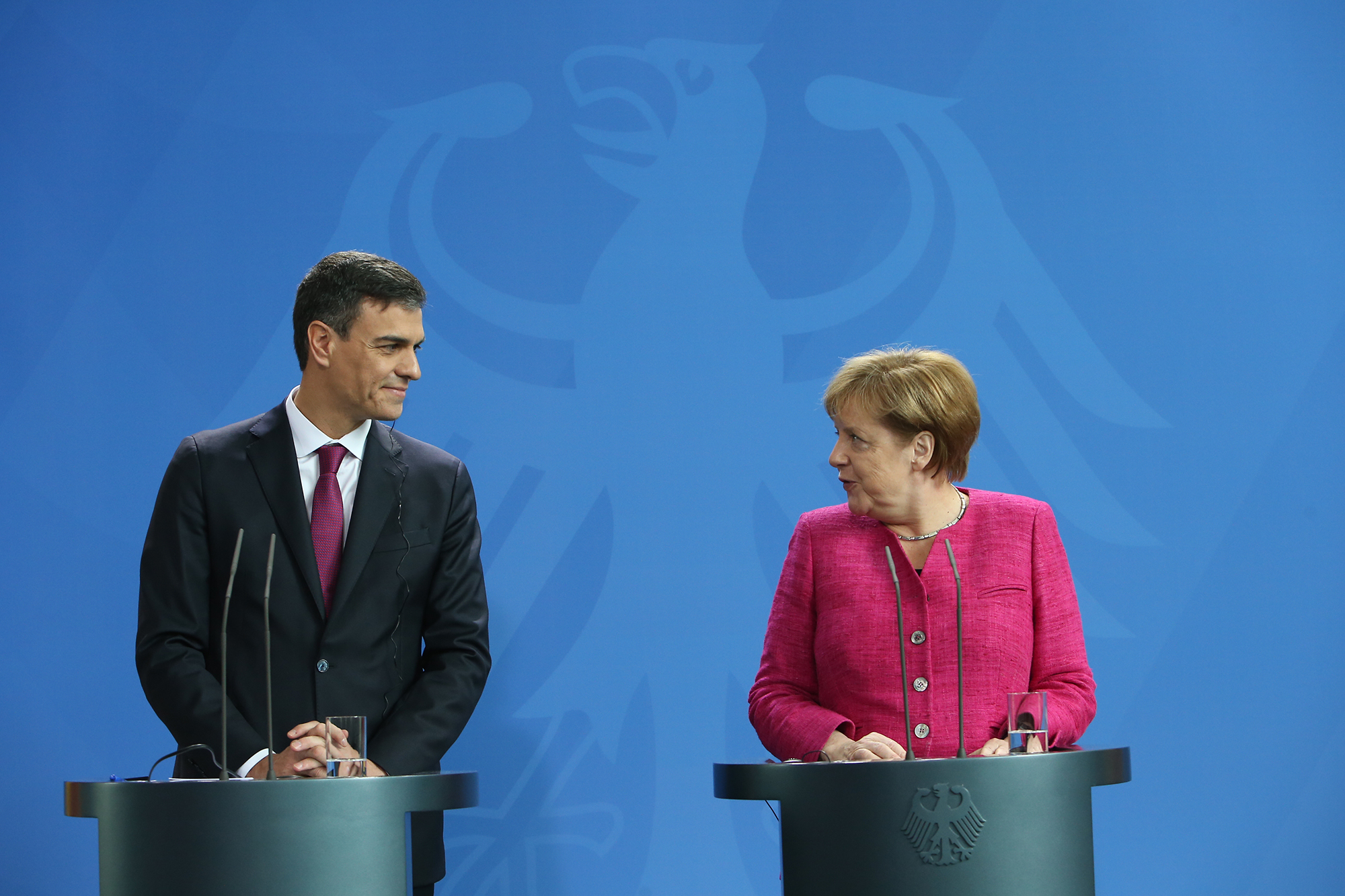
Premier van Spanje Pedro Sánchez en bondskanselier Angela Merkel in Berlijn op 26 juni 2018.

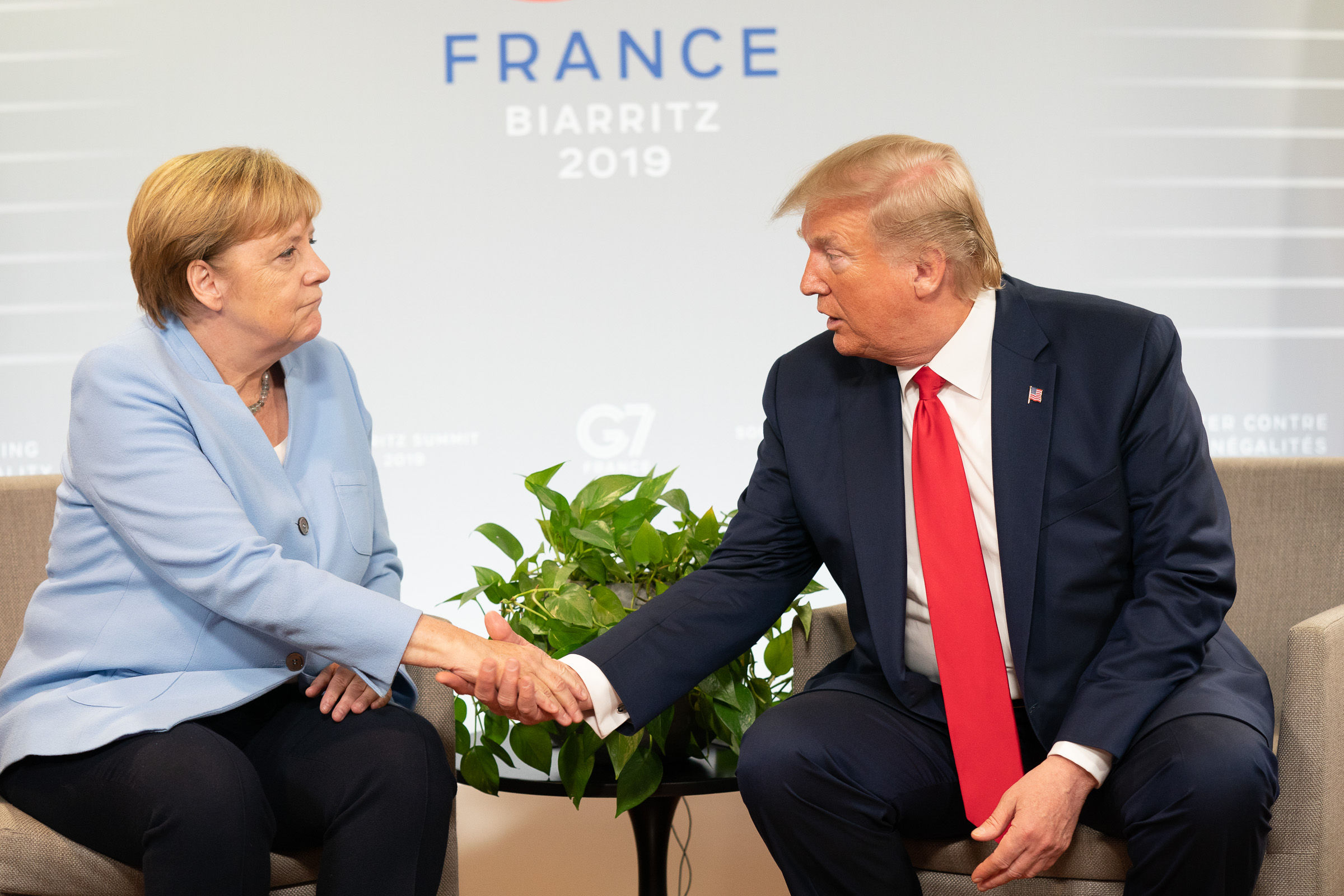
Bondskanselier Angela Merkel en president van de Verenigde Staten Donald Trump tijdens een bijeenkomst van de G7 in Biarritz	op 26 augustus 2019.

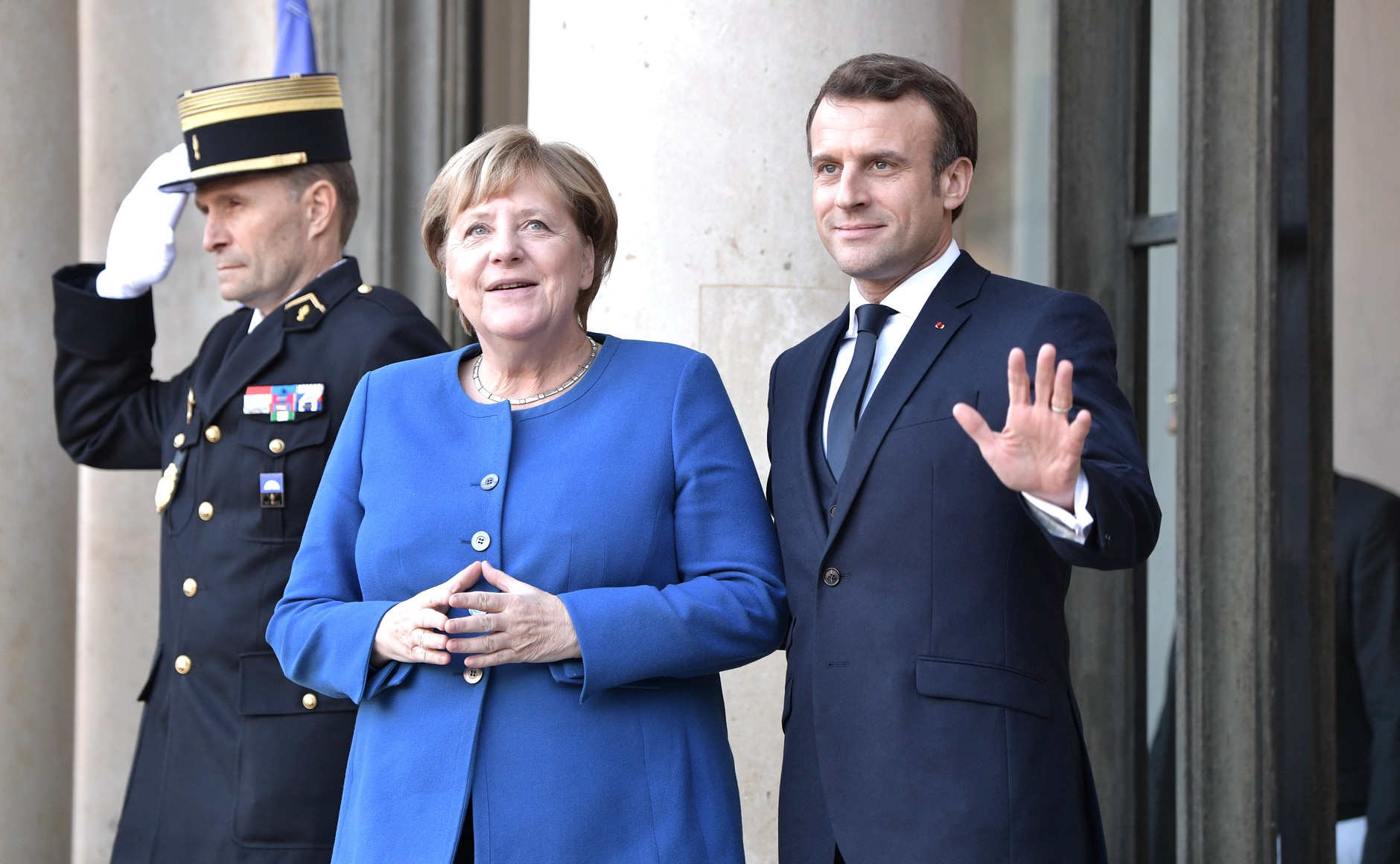
Bondskanselier Angela Merkel en president van Frankrijk Emmanuel Macron in het Élysée op 9 december 2019.

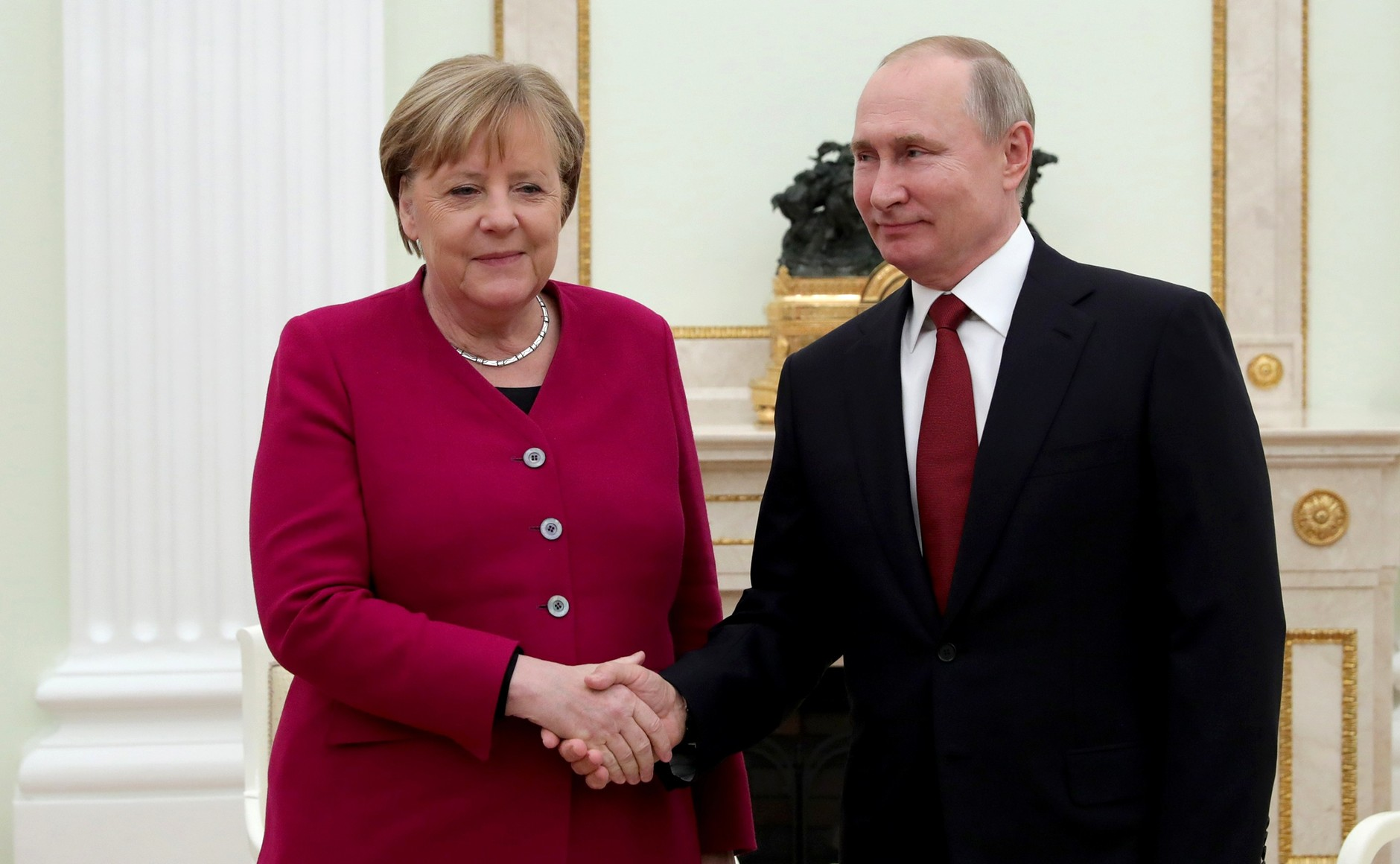
Bondskanselier Angela Merkel en president van Rusland Vladimir Poetin in het Kremlin op 11 januari 2020.

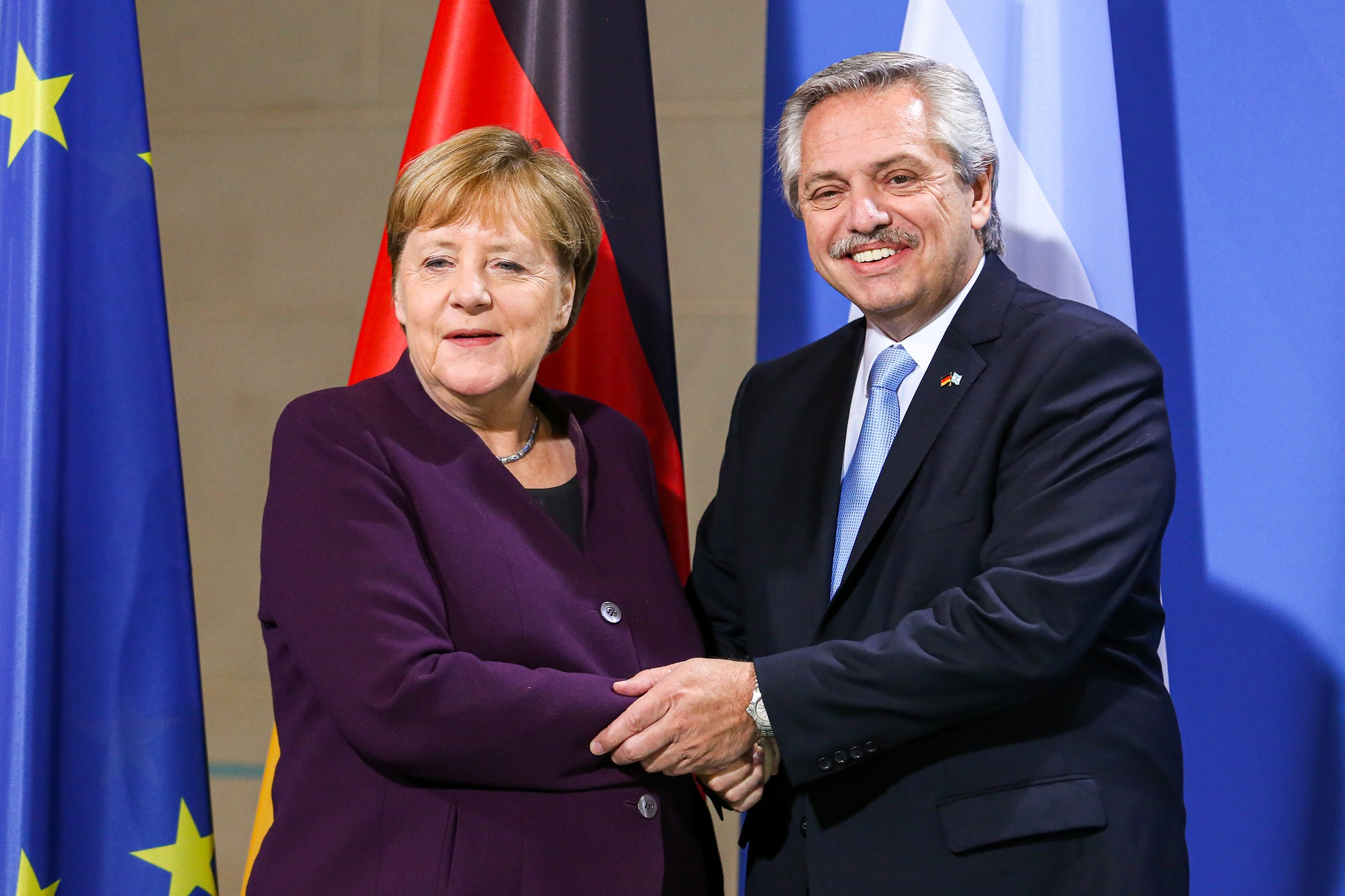
Bondskanselier Angela Merkel en president van Argentinië Alberto Fernández in Berlijn op 3 februari 2020.

| Ambtsbekleders                                                            | Ambtsbekleders             | Ambtsbekleders                     | Functie(s)                                                       | Termijn          | Termijn         | Partij(en) |
| ------------------------------------------------------------------------- | -------------------------- | ---------------------------------- | ---------------------------------------------------------------- | ---------------- | --------------- | ---------- |
|                                                                           | Angela Merkel              | Angela Merkel (1954)               | Bondskanselier                                                   | 22 november 2005 | 8 december 2021 | CDU        |
|                                                                           | Olaf Scholz                | Olaf Scholz (1958)                 | Vicekanselier                                                    | 14 maart 2018    | 8 december 2021 | SPD        |
| Bondsminister van Financiën                                               | Olaf Scholz                | Olaf Scholz (1958)                 |                                                                  | 14 maart 2018    | 8 december 2021 | SPD        |
|                                                                           | Horst Seehofer             | Horst Seehofer (1949)              | Bondsminister van Binnenlandse Zaken                             | 14 maart 2018    | 8 december 2021 | CSU        |
| Bondsminister van Volkshuisvesting, Stedelijke Ontwikkeling en Woningbouw | Horst Seehofer             | Horst Seehofer (1949)              |                                                                  | 14 maart 2018    | 8 december 2021 | CSU        |
|                                                                           | Heiko Maas                 | Heiko Maas (1966)                  | Bondsminister van Buitenlandse Zaken                             | 14 maart 2018    | 8 december 2021 | SPD        |
|                                                                           | Katarina Barleyn           | Katarina Barley (1968)             | Bondsminister van Justitie en Consumenten- bescherming           | 14 maart 2018    | 27 juni 2019    | SPD        |
|                                                                           | Christine Lambrecht        | Christine Lambrecht (1965)         | Bondsminister van Justitie en Consumenten- bescherming           | 27 juni 2019     | 8 december 2021 | SPD        |
|                                                                           | Peter Altmaier             | Peter Altmaier (1958)              | Bondsminister van Economische Zaken                              | 14 maart 2018    | 8 december 2021 | CDU        |
|                                                                           | Ursula von der Leyen       | Ursula von der Leyen (1956)        | Bondsminister van Defensie                                       | 17 december 2013 | 17 juli 2019    | CDU        |
|                                                                           | Annegret Kramp-Karrenbauer | Annegret Kramp- Karrenbauer (1962) | Bondsminister van Defensie                                       | 17 juli 2019     | 8 december 2021 | CDU        |
|                                                                           | Jens Spahn                 | Jens Spahn (1980)                  | Bondsminister van Volksgezondheid                                | 14 maart 2018    | 8 december 2021 | CDU        |
|                                                                           | Hubertus Heil              | Hubertus Heil (1972)               | Bondsminister van Arbeid en Sociale Zaken                        | 14 maart 2018    | 6 mei 2025      | SPD        |
|                                                                           |                            | Anja Karliczek (1971)              | Bondsminister van Onderwijs en Wetenschap                        | 14 maart 2018    | 8 december 2021 | CDU        |
|                                                                           | Andreas Scheuer            | Andreas Scheuer (1974)             | Bondsminister van Verkeer en Digitale Infrastructuur             | 14 maart 2018    | 8 december 2021 | CSU        |
|                                                                           | Julia Klöckner             | Julia Klöckner (1972)              | Bondsminister van Landbouw, Voedsel en Agrarische Zaken          | 14 maart 2018    | 8 december 2021 | CDU        |
|                                                                           | Svenja Schulze             | Svenja Schulze (1968)              | Bondsminister van Milieu, Klimaat, Natuur en Kernveiligheid      | 14 maart 2018    | 8 december 2021 | SPD        |
|                                                                           | Gerd Müller                | Gerd Müller (1955)                 | Bondsminister voor Economische Betrekkingen en Ontwikkelingshulp | 17 december 2013 | 8 december 2021 | CSU        |
|                                                                           | Franziska Giffey           | Franziska Giffey (1978)            | Bondsminister voor Familie, Senioren, Vrouwen en Jeugd Zaken     | 14 maart 2018    | 20 mei 2021     | SPD        |
|                                                                           | Christine Lambrecht        | Christine Lambrecht (1965)         | Bondsminister voor Familie, Senioren, Vrouwen en Jeugd Zaken     | 20 mei 2021      | 8 december 2021 | SPD        |
|                                                                           | Helge Braun                | Helge Braun (1972)                 | Bondsminister zonder portefeuille                                | 14 maart 2018    | 8 december 2021 | CDU        |
| Chef des Bundeskanzleramts                                                | Helge Braun                | Helge Braun (1972)                 |                                                                  | 14 maart 2018    | 8 december 2021 | CDU        |